# 2011 год
2011 (две ты́сячи оди́ннадцатый) год  по григорианскому календарю — невисокосный год, начинающийся в субботу. Это 2011 год нашей эры, 1‑й год 2‑го десятилетия XXI века 3‑го тысячелетия, 2‑й год 2010‑х годов. Он закончился 14 лет назад.
| Пн | Вт | Ср | Чт | Пт | Сб | Вс |
|    |    |    |    |    | 1  | 2  |
| 3  | 4  | 5  | 6  | 7  | 8  | 9  |
| 10 | 11 | 12 | 13 | 14 | 15 | 16 |
| 17 | 18 | 19 | 20 | 21 | 22 | 23 |
| 24 | 25 | 26 | 27 | 28 | 29 | 30 |
| 31 |    |    |    |    |    |    |

| Пн | Вт | Ср | Чт | Пт | Сб | Вс |
|    | 1  | 2  | 3  | 4  | 5  | 6  |
| 7  | 8  | 9  | 10 | 11 | 12 | 13 |
| 14 | 15 | 16 | 17 | 18 | 19 | 20 |
| 21 | 22 | 23 | 24 | 25 | 26 | 27 |
| 28 |    |    |    |    |    |    |

| Пн | Вт | Ср | Чт | Пт | Сб | Вс |
|    | 1  | 2  | 3  | 4  | 5  | 6  |
| 7  | 8  | 9  | 10 | 11 | 12 | 13 |
| 14 | 15 | 16 | 17 | 18 | 19 | 20 |
| 21 | 22 | 23 | 24 | 25 | 26 | 27 |
| 28 | 29 | 30 | 31 |    |    |    |

| Пн | Вт | Ср | Чт | Пт | Сб | Вс |
|    |    |    |    | 1  | 2  | 3  |
| 4  | 5  | 6  | 7  | 8  | 9  | 10 |
| 11 | 12 | 13 | 14 | 15 | 16 | 17 |
| 18 | 19 | 20 | 21 | 22 | 23 | 24 |
| 25 | 26 | 27 | 28 | 29 | 30 |    |

| Пн | Вт | Ср | Чт | Пт | Сб | Вс |
|    |    |    |    |    |    | 1  |
| 2  | 3  | 4  | 5  | 6  | 7  | 8  |
| 9  | 10 | 11 | 12 | 13 | 14 | 15 |
| 16 | 17 | 18 | 19 | 20 | 21 | 22 |
| 23 | 24 | 25 | 26 | 27 | 28 | 29 |
| 30 | 31 |    |    |    |    |    |

| Пн | Вт | Ср | Чт | Пт | Сб | Вс |
|    |    | 1  | 2  | 3  | 4  | 5  |
| 6  | 7  | 8  | 9  | 10 | 11 | 12 |
| 13 | 14 | 15 | 16 | 17 | 18 | 19 |
| 20 | 21 | 22 | 23 | 24 | 25 | 26 |
| 27 | 28 | 29 | 30 |    |    |    |

| Пн | Вт | Ср | Чт | Пт | Сб | Вс |
|    |    |    |    | 1  | 2  | 3  |
| 4  | 5  | 6  | 7  | 8  | 9  | 10 |
| 11 | 12 | 13 | 14 | 15 | 16 | 17 |
| 18 | 19 | 20 | 21 | 22 | 23 | 24 |
| 25 | 26 | 27 | 28 | 29 | 30 | 31 |

| Пн | Вт | Ср | Чт | Пт | Сб | Вс |
| 1  | 2  | 3  | 4  | 5  | 6  | 7  |
| 8  | 9  | 10 | 11 | 12 | 13 | 14 |
| 15 | 16 | 17 | 18 | 19 | 20 | 21 |
| 22 | 23 | 24 | 25 | 26 | 27 | 28 |
| 29 | 30 | 31 |    |    |    |    |

| Пн | Вт | Ср | Чт | Пт | Сб | Вс |
|    |    |    | 1  | 2  | 3  | 4  |
| 5  | 6  | 7  | 8  | 9  | 10 | 11 |
| 12 | 13 | 14 | 15 | 16 | 17 | 18 |
| 19 | 20 | 21 | 22 | 23 | 24 | 25 |
| 26 | 27 | 28 | 29 | 30 |    |    |

| Пн | Вт | Ср | Чт | Пт | Сб | Вс |
|    |    |    |    |    | 1  | 2  |
| 3  | 4  | 5  | 6  | 7  | 8  | 9  |
| 10 | 11 | 12 | 13 | 14 | 15 | 16 |
| 17 | 18 | 19 | 20 | 21 | 22 | 23 |
| 24 | 25 | 26 | 27 | 28 | 29 | 30 |
| 31 |    |    |    |    |    |    |

| Пн | Вт | Ср | Чт | Пт | Сб | Вс |
|    | 1  | 2  | 3  | 4  | 5  | 6  |
| 7  | 8  | 9  | 10 | 11 | 12 | 13 |
| 14 | 15 | 16 | 17 | 18 | 19 | 20 |
| 21 | 22 | 23 | 24 | 25 | 26 | 27 |
| 28 | 29 | 30 |    |    |    |    |

| Пн | Вт | Ср | Чт | Пт | Сб | Вс |
|    |    |    | 1  | 2  | 3  | 4  |
| 5  | 6  | 7  | 8  | 9  | 10 | 11 |
| 12 | 13 | 14 | 15 | 16 | 17 | 18 |
| 19 | 20 | 21 | 22 | 23 | 24 | 25 |
| 26 | 27 | 28 | 29 | 30 | 31 |    |

Отмечаются:
- «Год российской космонавтики» в честь 50-летия первого полёта в космос, осуществлённого советским космонавтом Юрием Гагариным[1].
- «Международный год химии»[2].
- «Международный год лесов»[3][4].
- «Год Испании» в России и «Год России» в Испании[5].
- «Год итальянской культуры и итальянского языка» в России и «Год российской культуры и русского языка» в Италии[6].
- «Год предприимчивости» в Беларуси[7].

## События
См. также: Категория:2011 год

### Январь
- 1 января

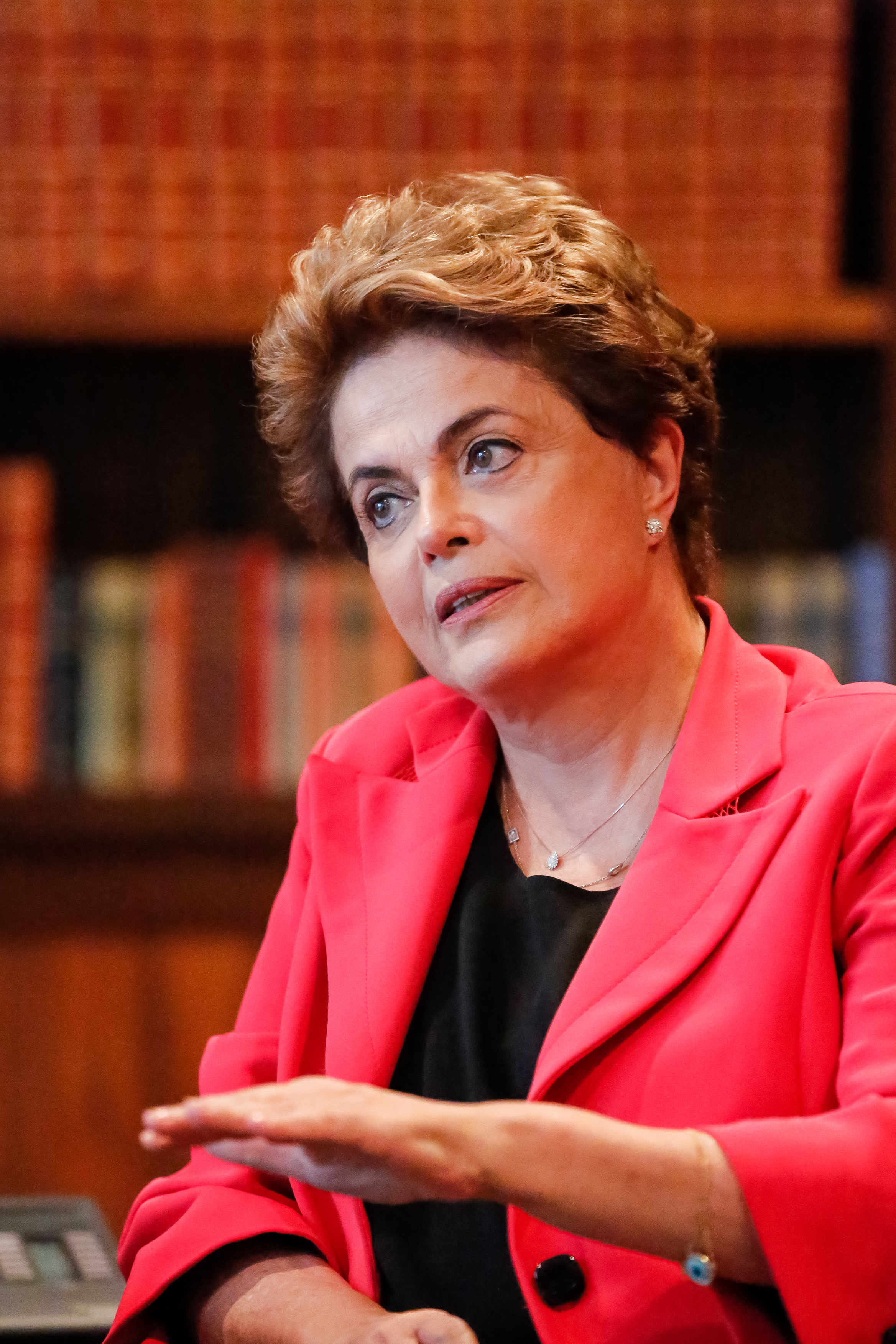
Дилма Русеф — первая в истории Бразилии женщина-президент

  - Эстония перешла на евро, став 17-м членом еврозоны[8].
  - Венгрия стала государством-председателем Совета Европейского союза.
  - Специальные муниципалитеты Нидерландов: Бонайре, Синт-Эстатиус и Саба (Карибские Нидерланды) перешли с антильского гульдена на доллар США.
  - Литва стала государством-председателем ОБСЕ[9].
  - В России запрещена продажа ламп накаливания мощностью 100 ватт и более[10].
  - Дилма Русеф вступила в должность президента Бразилии (первая женщина-президент в истории страны).
  - Взрыв в коптской церкви в Александрии (Египет). Погибли 23 человека[11], ранены 97 человек[12].
  - В Сургуте (Россия) при взлёте загорелся и взорвался самолёт Ту-154. 3 человека погибли, 44 пострадали.
- 2 января — в Чили произошло землетрясение магнитудой 6,5. Жертв и разрушений нет[13].
- 7 января — в Омске прошёл XX Рождественский марафон[14].
- 8 января — в городе Тусон (США) во время выступления перед избирателями совершено покушение на члена Палаты представителей США от штата Аризона Габриэль Гиффордс, которая с тяжёлым ранением головы доставлена в госпиталь. Погибли 6, ранены 14 человек[15].
- 9 января
  - В Российской Федерации запрещена покупка иностранцами земель на приграничных территориях[16].
  - В результате авиакатастрофы в Иране погибли 77 и ранены 26 человек[17].
- 9—15 января — референдум в Южном Судане о независимости от Судана.
- 10 января — Южная Осетия полностью запретила хождение на своей территории грузинского лари[18].
- 13—16 января — 9-й международный фестиваль духовной музыки «Серебряные колокола» (Даугавпилс, Латвия).
- 14 января
  - Парламент Казахстана принял решение о проведении референдума о продлении полномочий президента страны Нурсултана Назарбаева до 2020 года, вопреки его указу об отклонении данного предложения[19].
  - Государственный переворот в Тунисе. В результате волнений в Тунисе президент Туниса Зин эль-Абидин Бен Али бежал из страны[20][21].
- 16 января — российская команда «КАМАЗ-мастер» в десятый раз стала победительницей ралли Дакар 2011 (Буэнос-Айрес, Аргентина)[22].
- 17 января — президент Казахстана Нурсултан Назарбаев не подписал поправки в конституцию о проведении референдума по продлению его полномочий до 2020 года и направил их на рассмотрение в Конституционный совет[23].
- 19 января
  - Землетрясение магнитудой 7,4 произошло на юго-западе Пакистана[24].
  - В России впервые возбуждено уголовное дело в отношении интернет-пользователя по факту нарушения авторских прав[25].
- 20 января — в городе Макеевка (Донецкая область, Украина) произошло несколько взрывов. Пострадавших нет[26].
- 21 января
  - Александр Лукашенко официально вступил в должность президента Республики Беларусь в четвёртый раз[27].
  - Массовое убийство в Ставрополе.
- 23 января
  - На президентских выборах в Португалии победил действующий глава государства Анибал Каваку Силва[28].
  - На юге Пакистана пассажирский автобус столкнулся с бензовозом. Погибли 32 человека, 9 пострадали[29].
- 24 января — в результате теракта в аэропорту Домодедово погибли 37[30], ранены 180 человек[31].
- 25 января
  - Государственная дума России окончательно ратифицировала договор об СНВ-3[32].
  - Начало массовых антиправительственных выступлений в Египте против режима Хосни Мубарака.
- 26—30 января — 41-й Всемирный экономический форум (Давос, Швейцария)[33].
- 27 января — 6 февраля — 25-я зимняя Универсиада (Эрзурум, Турция)[34].
- 28 января — Государственная дума России приняла закон «О полиции»[35].
- 29 января — в результате волнений в Египте мародёры уничтожили две мумии египетских фараонов и пытались разгромить редчайшую коллекцию египетских древностей в национальном музее в центре Каира[36].
- 30 января — США призвали своих граждан покинуть Египет «быстро, насколько возможно»[37].
- 30 января — 6 февраля — VII Зимние Азиатские игры (Азиада-2011) (Астана, Казахстан)[38].
- 31 января — Конституционный совет Республики Казахстан, рассмотрев обращение президента страны, признал незаконным проведение референдума по продлению его полномочий до 2020 года. Нурсултан Назарбаев согласился с этим решением и предложил провести досрочные президентские выборы[39].

### Февраль

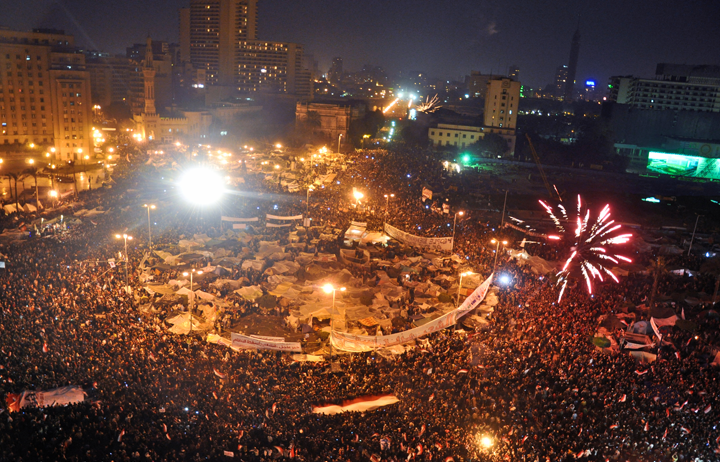
Протестующие на площади Тахрир празднуют отставку президента Хосни Мубарака

- 1 февраля — в Екатеринбурге в день 80-летия со дня рождения первого президента России состоялось открытие памятника Борису Ельцину[40].
- 2—4 февраля — Архиерейский собор Русской православной церкви (Храм Христа Спасителя, Москва, Россия)[41].
- 3 февраля — президент РФ Дмитрий Медведев упразднил Федеральную службу по надзору за соблюдением законодательства в области охраны культурного наследия, подписав соответствующий указ[42].
- 5 февраля — вступил в силу договор об СНВ-3[43].
- 6 февраля — В Арлингтоне (штат Техас, США) прошёл Супербоул XLV[44].
- 7 февраля
  - Президент Судана Омар аль-Башир признал независимость Южного Судана[45].
  - Президент РФ Дмитрий Медведев подписал федеральный закон «О полиции»[46].
- 8 февраля — Президент РФ Дмитрий Медведев объявил об отмене в России перехода на «зимнее время»[47].
- 9 февраля — отмена визового режима между Украиной и Израилем[48].
- 9—13 февраля — международный авиационно-космический салон Aero India (Аэро Индия) (Бангалор, Индия)[49].
- 10 февраля — пожар на складе ООО «Кама-Трейд» в Перми, в результате которого 18 человек погибли, двое ранены, 1 — спасся[50].
- 11 февраля — президент Египта Хосни Мубарак покинул свой пост[51].
- 13 февраля
  - В Чаде прошли парламентские выборы[52].
  - Высший совет Вооружённых сил Египта отменил действие конституции в стране и распустил обе палаты парламента[53].
- 15 февраля
  - Американский межпланетный зонд Stardust-NeXT совершил пролёт вблизи поверхности кометы Tempel 1, минимальное расстояние до небесного тела составляло 181 км.
  - Начало гражданской войны в Ливии между сторонниками и противниками Муамара Каддафи.
- 17 февраля
  - Во Вьетнаме затонуло судно с иностранными туристами. Погибли 11 человек, из них две гражданки России[54].
  - Дмитрий Медведев встретился с папой римским Бенедиктом XVI[55].
  - В Кыргызстане появился пик Владимира Путина[56].
- 18 февраля
  - В Кабардино-Балкарии обстрелян автобус с московскими туристами. Трое туристов погибли, двое ранены[57].
  - Южно-Африканская Республика официально присоединилась к группе развивающихся государств БРИК[58].
- 20 февраля — В городе Хаапсалу (Эстония) произошёл пожар в детском доме для инвалидов. Погибли 10 детей[59].
- 22 февраля
  - Перу и Ливия расторгли дипломатические отношения в связи с беспорядками в Ливии[60].
  - В результате разрушительного землетрясения в Крайстчерче (Новая Зеландия) магнитудой 6,3 погибли 166 человек, 122 — пропали без вести[61].
- 23 февраля — президент России Дмитрий Медведев вручил мэрам городов Тихвин, Тверь и Владивосток грамоты о присвоении звания Город воинской славы[62].
- 24 февраля
  - 133-й старт (STS-133) по программе Спейс Шаттл. 39-й полёт шаттла Дискавери. Экипаж — Стивен Линдси, Эрик Боу, Элвин Дрю, Майкл Барратт, Стивен Боуэн, Николь Стотт. Продолжение строительства Международной космической станции. Последний полёт шаттла Дискавери[63].
  - Крупнейший аэропорт мира Аль-Мактум в Дубае открыт для пассажирских лайнеров[64].
- 27 февраля — в Лос-Анджелесе (США) состоялась 83-я церемония вручения премий Оскар. Лучшим фильмом года Американская киноакадемия признала картину «Король говорит!»[65].
- 28 февраля — в Японии завершился первый в мире марафонский забег, участие в котором принимали роботы[66][67].

Постер фильма «Король говорит!»

### Март
- 1 марта

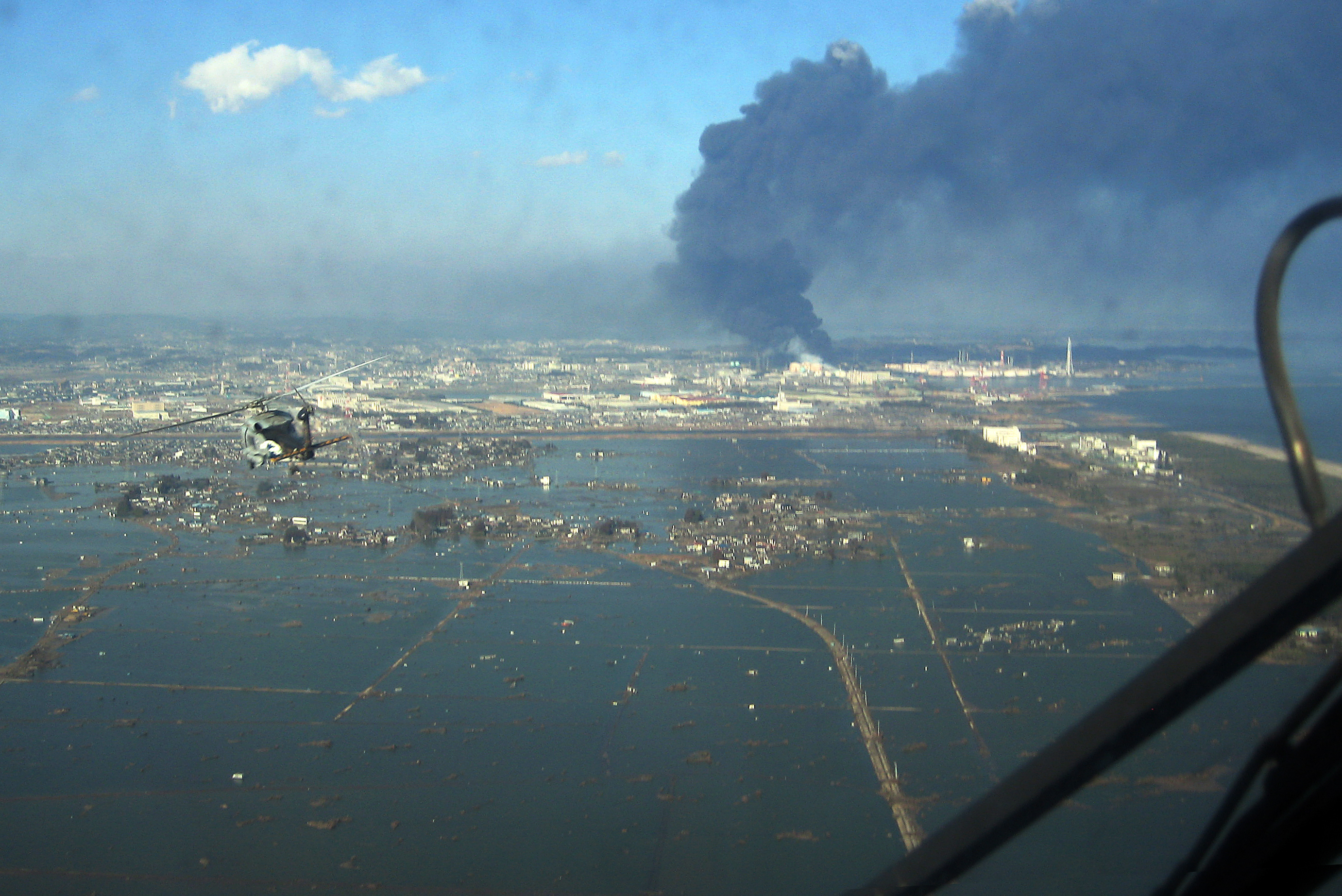
Сендай после землетрясения в Японии

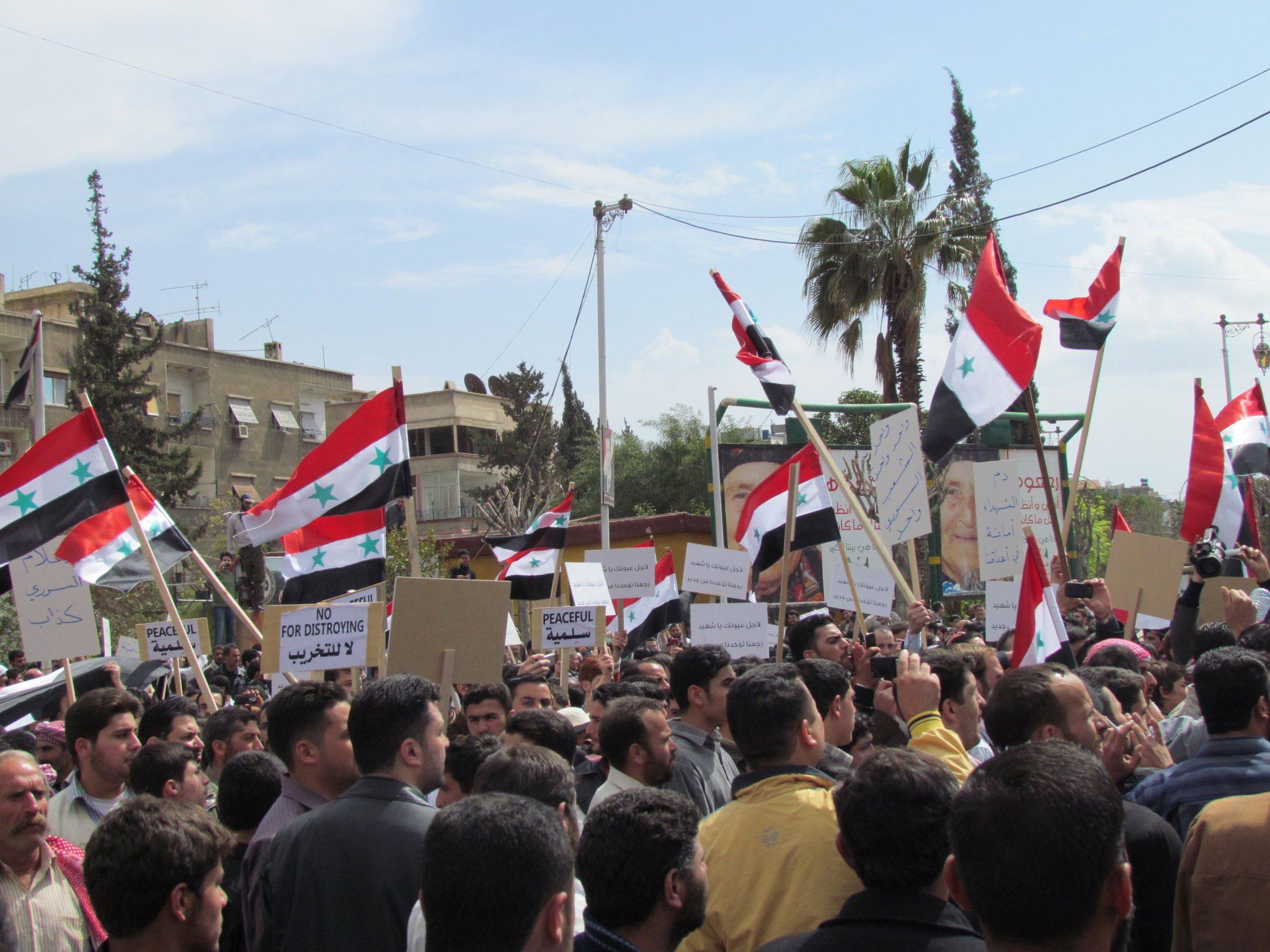
Начало гражданской войны в Сирии

  - В России вступил в силу закон «О полиции»[68].
  - В России начали действовать водительские права международного образца[69].
  - Упрощён визовый режим между Грузией и ЕС (кроме Дании, Великобритании и Ирландии)[70].
- 4 марта — президентом Торгово-промышленной палаты России избран Сергей Катырин после того, как 21 февраля её предыдущий президент Евгений Примаков объявил о своей отставке и об отказе от переизбрания на новый срок[71][72].
- 6 марта
  - В Эстонии прошли парламентские выборы. Победу одержала Партия реформ, которую возглавляет премьер-министр Эстонии Андрус Ансип[73].
  - В Техасе (США) прошли крупные митинги за независимость штата[74].
- 7 марта
  - Президент России Дмитрий Медведев подписал закон о либерализации уголовного законодательства[75].
  - В столице Анголы Луанде разогнана антиправительственная демонстрация[76] во главе с рэпером Иконокластой[77].
- 9 марта
  - Официально введён в эксплуатацию суперкомпьютер, построенный в РФЯЦ-ВНИИЭФ — самый мощный, на сегодняшний день, суперкомпьютер в России[78].
  - Шатл «Дискавери» завершил свою 27-летнюю карьеру, совершив успешное приземление в космическом центре имени Кеннеди во Флориде[79][80].
- 11 марта — землетрясение магнитудой от 9,0[81] до 9,1[82] произошло у северо-восточного побережья Японии. Землетрясение вызвало разрушительное цунами в Японии. Высота волны достигала 10 м[83]. Произошли сбои в работе нескольких ядерных реакторов[84]. 15 597 погибших, 5694 раненых, 4980 пропавших без вести (на 20 июля)[85]. Экономический ущерб, по приблизительной оценке, составил до 309 млрд USD[86].
- 12 марта — на японской АЭС «Фукусима-1», пострадавшей в результате землетрясения, произошёл взрыв. Уровень радиации возле станции превысил норму в 20 раз[87].
- 13 марта
  - Единый день голосования (Россия).
  - Колумбия отменила визовый режим для граждан России[88].
- 14 марта — в Бахрейн прибыли больше тысячи военнослужащих из Саудовской Аравии и полицейские силы из ОАЭ[89].
- 15 марта
  - На АЭС Фукусима I произошли взрывы во втором и четвёртом энергоблоках. На четвёртом энергоблоке пожар[90][91].
  - Начало гражданской войны в Сирии[92].
- 16 марта — приземление космического корабля Союз ТМА-01М. Экипаж посадки — Александр Калери, Олег Скрипочка и Скотт Келли (США).
- 18 марта
  - Автоматическая межпланетная станция MESSENGER вышла на орбиту Меркурия[93].
  - Автоматическая межпланетная станция New Horizons пересекла орбиту Урана после пятилетнего путешествия[94].
- 19 марта
  - В Египте прошёл референдум по внесению изменений в Конституцию. Большинство египтян поддержало поправки к конституции[95].
  - Военно-воздушные силы Франции, Великобритании и США начали бомбардировки районов Ливии, находящихся под контролем сторонников Каддафи[96].
- 20 марта — в Гаити прошёл второй тур президентских выборов. Новым президентом Гаити стал Мишель Мартейи[97].
- 22 марта — реактивный истребитель ВВС Нигерии F-7 потерпел крушение в международном аэропорту Малам Амину Кано в Кано. Пилот погиб, аэропорт для совершения полётов был закрыт[98][99].
- 23 марта — теракт в Иерусалиме, погиб 1 человек и 35 ранены[100].
- 24 марта — землетрясение в Мьянме магнитудой 7. Погибло около 60 человек, ранены не менее 90[101].
- 24—25 марта — саммит ЕС[102].
- 27 марта — Россия и Беларусь перешли на постоянное летнее время[103][104][105].
- 28 марта — бывший президент Египта Хосни Мубарак заключён под домашний арест[106].

### Апрель
- 1 апреля — на границе России и Беларуси отменён транспортный контроль. Его перенесли на внешний контур границ Таможенного союза[107].
- 3 апреля
  - На внеочередных выборах президента Казахстана Нурсултан Назарбаев переизбран на четвёртый срок[108].
  - В России вступили в силу новые правила регистрации автомобилей[109].
- 4 апреля
  - В столице ДРК городе Киншасе произошла авиакатастрофа самолёта «CRJ-100». Погибли 32 человека[110].
  - Землетрясение в Индонезии магнитудой около 7[111].
- 5 апреля — с космодрома Байконур запущен космический корабль Союз ТМА-21 «Юрий Гагарин»[112]. Экипаж старта — Андрей Борисенко, Александр Самокутяев и Рональд Гаран (США).
- 7 апреля — Атифете Яхьяга избрана президентом Республики Косово (первая женщина-президент в истории Косово)[113].
- 11 апреля
  - Экс-президент Кот-д’Ивуара Лоран Гбагбо, отказавшийся признать поражение на выборах, захвачен французским спецназом и передан представителям избранного кандидата Алассана Уаттара[114].
  - В Минске произошёл взрыв в метро на станции «Октябрьская», погибли 15 человек[115], пострадали 204 человека[116].
- 12 апреля — международное празднование 50-й годовщины полёта человека в космос[117].
- 15 апреля — в Москве прошла конференция, на которой между представителями Роскосмоса и НАСА обсуждена возможность создания космического корабля с ядерной энергетической установкой[118][119].
- 16 апреля — Вступил в силу безвизовый режим между Россией и Турцией[120].
- 17 апреля
  - Парламентские выборы в Финляндии. Победу одержала партия Национальная коалиция[121].
  - VI-й съезд Коммунистической партии Кубы принял решение о серьёзных политических и экономических реформах в стране[122].
  - на телеканале HBO состоялась премьера сериала «Игра престолов».
- 19 апреля
  - В Сирии принят закон об отмене чрезвычайного положения, действовавшего в стране почти полвека, и упразднён государственный суд безопасности[123].
  - На VI съезде Компартии Кубы Фидель Кастро оставил пост Первого секретаря ЦК партии, новым Первым секретарём избран Рауль Кастро[124].
- 25 апреля — 1 мая — чемпионат мира по фигурному катанию (Москва, Россия).
- 29 апреля — 15 мая — чемпионат мира по хоккею с шайбой (Братислава, Кошице; Словакия). Чемпионом стала сборная Финляндии.

### Май
- 2 мая

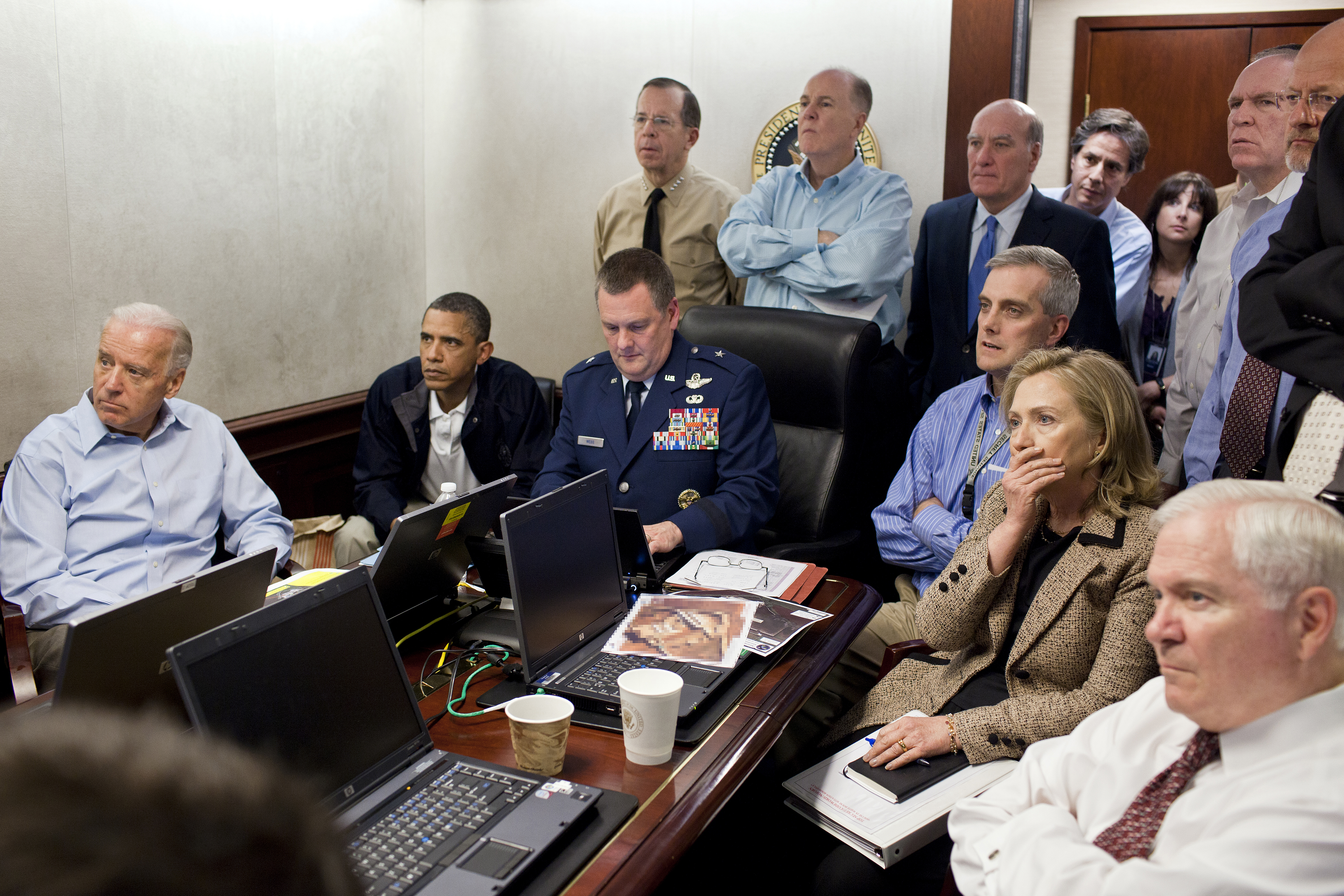
Группа по национальной безопасности США собралась в ситуационном кабинете Белого дома для наблюдения за операцией «Копьё Нептуна»

  - В результате спецоперации в Пакистане уничтожен глава террористической сети Аль-Каида Усама бен Ладен[125].
  - Парламентские выборы в Канаде. Правящая Консервативная партия получила абсолютное большинство мест в парламенте[126].
- 3—4 мая — IV Астанинский экономический форум (Астана, Казахстан)[127].
- 7 мая
  - Городам Старый Оскол, Колпино и Анапа присвоено почётное звание Город воинской славы[128].
  - Нападение радикальных исламистов на церковь Мари-Мина в Египте. Погибли 12 человек и 232 ранены[129].
- 10—14 мая — конкурс песни «Евровидение 2011» (Дюссельдорф, Германия). Победителем стал дуэт Ell & Nikki из Азербайджана.
- 15 мая — завершился 75-й чемпионат мира по хоккею с шайбой, победу одержала сборная Финляндии.
- 16 мая — 134-й старт (STS-134) по программе Спейс Шаттл. 25-й полёт шаттла Индевор. Экипаж — Марк Келли, Грегори Джонсон, Эндрю Фьюстел, Майкл Финк, Грегори Шамитофф, Роберто Виттори (Италия). Продолжение строительства Международной космической станции. Последний полёт шаттла Индевор.
- 17 мая — Теракт в ДКНБ в Актобе, Казахстан. Погиб 1 человек, пострадало 2 полицейских.
- 20—21 мая — ежегодное заседание ЕБРР (Астана, Казахстан)[130].
- 24 мая — Дмитрий Медведев подписал указ о создании Агентства по защите интеллектуальной собственности[131].
- 24 мая — приземление космического корабля Союз ТМА-20. Экипаж посадки — Дмитрий Кондратьев, Катерина Коулман (США) и Паоло Несполи (Италия).
- 28 мая — президент Латвии Валдис Затлерс инициировал роспуск парламента[132].
- 31 мая — в Москве открыт памятник поэту Иосифу Бродскому[133].

### Июнь
- 1 июня — открылась 54-я Венецианская биеннале (по 27 ноября)[134].
- 3 июня
  - Взрывы на военном складе в селе Пугачёво (Удмуртия, Россия). Пострадало около 3000 домов и квартир, госпитализированы 48 человек[135].
  - Выборы президента Латвии. Новым президентом избран Андрис Берзиньш.
- 5 июня
  - Досрочные парламентские выборы в Португалии. Победила оппозиционная Социал-демократическая партия. Премьер-министр Жозе Сократеш подал в отставку[136].
  - В Перу прошёл второй тур президентских выборов[137]. Победил левый кандидат Ольянта Умала[138].
- 6 июня — в России указом президента Дмитрия Медведева учреждён день русского языка[139].
- 7—9 июня — 7-й Всемирный исламский экономический форум (Астана, Казахстан)[140].
- 8 июня
  - В Беларуси начались акции «молчаливого» протеста.
  - Роскосмос запустил с космодрома Байконур Союз ТМА-02М[141]. Экипаж старта — Сергей Волков, Майкл Фоссум (США) и Сатоси Фурукава (Япония).
  - Тестирование готовности интернета к переходу с сетевого протокола IPv4 на IPv6[142].
  - Европарламент проголосовал за вхождение Румынии и Болгарии в Шенгенскую зону, но Нидерланды заблокировали это решение, отложив рассмотрение до 2012 года[143].
- 9—10 июня — двусторонний саммит Россия — Евросоюз (Нижний Новгород, Россия)[144].
- 12 июня
  - Парламентские выборы в Турции. Победу одержала правящая Партия справедливости и развития[145].
  - Король Испании Хуан Карлос I удостоен Государственной премии Российской Федерации[146].
  - Беларусь ограничила вывоз ряда товаров за границы республики[147].
- 14 июня — 2 июля — XIV Международный конкурс имени П. И. Чайковского (Москва, Россия).
- 15 июня
  - В Астане открылся юбилейный саммит ШОС, приуроченный к 10-летию Организации[148].
  - Албания отменила визовый режим для граждан Украины[149].
- 16—18 июня — Петербургский международный экономический форум[150].
- 20 июня — под Петрозаводском разбился пассажирский самолёт Ту-134[151]. 47 человек погибли, 5 выжили[152].
- 20—26 июня — международный Парижский авиасалон Ле Бурже[153].
- 21 июня — вступило в силу соглашение о безвизовых поездках между Россией и Перу[154].
- 22 июня — в Минске милиция разогнала акцию «молчаливого» протеста[155].
- 23 июня — 2 июля — 33-й Московский международный кинофестиваль (Москва, Россия)[156].
- 25 июня — XXII Всероссийский Олимпийский день, посвящённый 100-летию создания Российского Олимпийского комитета[157].
- 26 июня — премьер-министром Вануату снова стал Сато Килман[158].
- 28 июня — Казахстан стал председателем Организации Исламская конференция[159].

### Июль
- 1 июля

Флаг Южного Судана

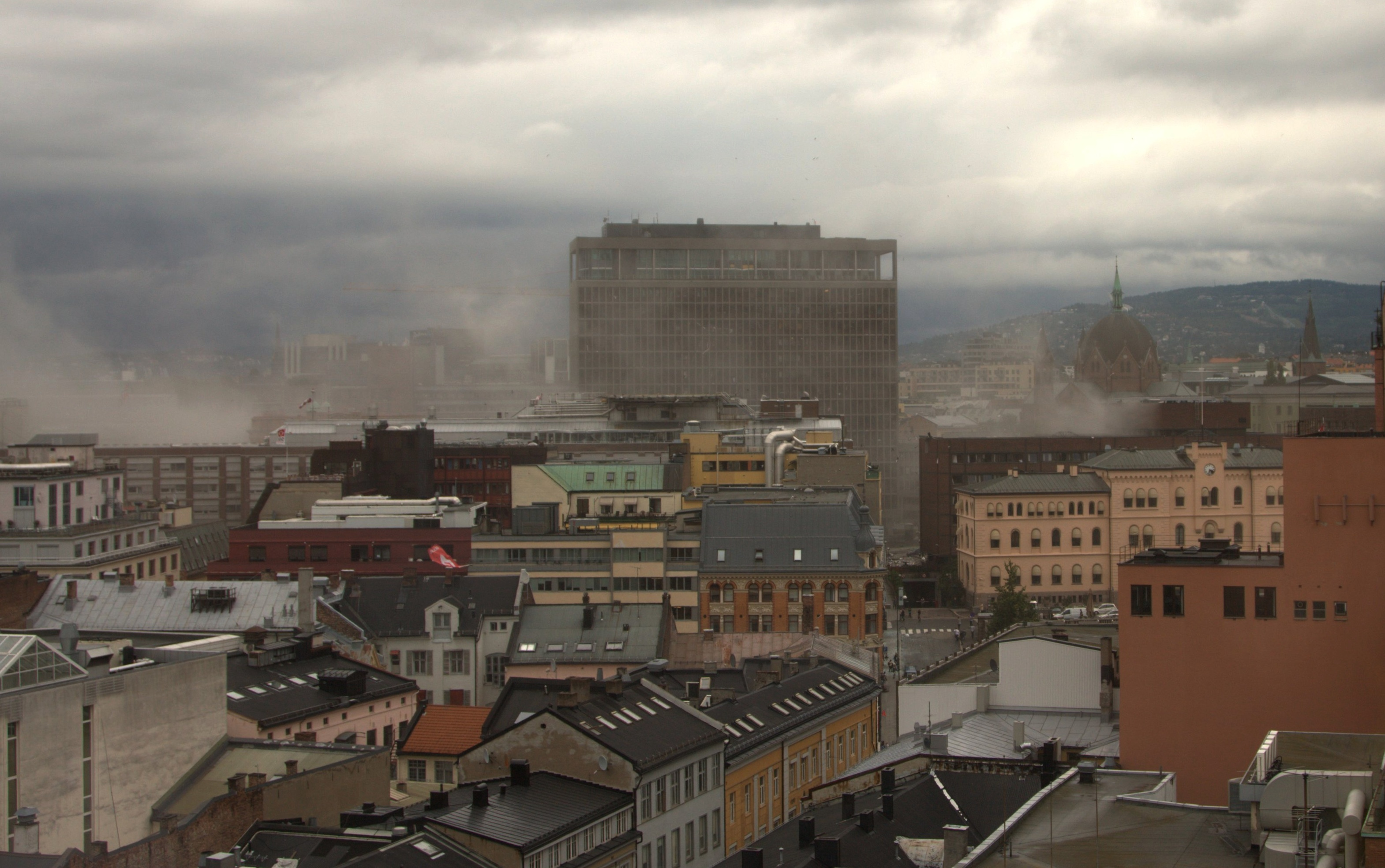
Вид на правительственный квартал сразу после взрывов в Норвегии

  - Польша стала государством-председателем Совета Европейского союза[160].
  - Таможенный союз Беларуси, Казахстана и России открыл внутренние границы[161].
- 1—5 июля — II Международный кинофестиваль экшн-фильмов «Astana» (Астана, Казахстан)[162].
- 3 июля
  - На парламентских выборах в Таиланде победу одержала оппозиционная партия Пхыа Тхаи во главе с премьер-министром Йинглак Чиннават, сестрой бывшего премьера Таксин Чиннавата[163].
  - Женская сборная России по баскетболу одержала победу на чемпионате Европы в Польше[164].
- 5 июля
  - Международный валютный фонд возглавила бывший министр финансов Франции Кристин Лагард[165].
  - Парламент Грузии принял Акт об экономической свободе, фиксировавший экономические достижения реформ[166].
- 6 июля — столицей Зимних Олимпийских игр 2018 года объявлен южнокорейский город Пхёнчхан[167].
- 7 июля
  - Парламент Украины принял решение о повышении пенсионного возраста с 1 января 2012 года для женщин с 55 до 60 лет и для мужчин — государственных служащих с 60 до 62 лет[168].
  - Пожар на военном складе в Абадане (Туркменистан)[169].
- 8 июля
  - 135-й старт (STS-135) по программе Спейс Шаттл. 33-й полёт шаттла Атлантис. Экипаж — Кристофер Фергюсон, Даглас Хёрли, Сандра Магнус, Рекс Уолхайм. Продолжение строительства Международной космической станции. Этот старт шаттла Атлантис — последний по программе Спейс Шаттл. Посадка 21 июля 2011 года[170].
  - Авиакатастрофа пассажирского самолёта Boeing-727 в Демократической Республике Конго. Погибли 127 человек, 51 удалось спасти[171][172].
- 9 июля — Южный Судан стал независимым государством со столицей в Джубе[173].
- 10 июля
  - На Волге затонул теплоход «Булгария». Погибли 122 человека, спасено 79 человек[174].
  - По меньшей мере, 35 человек погибли, 150 — получили ранения в результате схода с рельсов 14 вагонов железнодорожного экспресса маршрутом Хаора — Калка в округе Фатехпур северного индийского штата Уттар-Прадеш[175].
- 11 июля — в Томской области на Обь совершил аварийную посадку самолёт Ан-24, 7 человек погибли.
- 12 июля — Нептун сделал ровно один оборот с момента его открытия.
- 14 июля
  - Южный Судан принят в члены ООН в качестве 193-го члена[176].
  - В Лондоне открыт памятник Юрию Гагарину[177].
- 16 июля — с космодрома Байконур произведён запуск второго казахстанского космического спутника КазСат-2[178].
- 16—31 июля — чемпионат мира по водным видам спорта (Шанхай, Китай)[179].
- 18 июля — Роскосмос запустил с космодрома Байконур космическую обсерваторию «Радиоастрон»[180].
- 21 июля — на мысе Канаверал (США) совершил посадку последний космический челнок «Атлантис», завершив 30-летнюю программу «Спейс шаттл»[181].
- 22 июля — теракты в Норвегии. В результате взрыва в Осло около здания норвежского правительства 8 человек погибли, десятки ранены. В результате нападения на молодёжный лагерь на острове Утёйа погибли 68 и десятки получили ранения[182].
- 23 июля
  - В Латвии прошёл референдум о досрочном роспуске парламента. 94,3 % участников референдума выразили недоверие парламенту[183].
  - Скончалась британская певица Эми Уайнхаус.
  - 43 человека погибли, 211 — ранены в результате падения двух вагонов скоростного пассажирского экспресса с 30-метрового моста в городе Вэньчжоу восточной китайской провинции Чжэцзян[184].
- 24—30 июля — XVIII Международный ботанический конгресс (Мельбурн, Австралия)[185].
- 24 июля — Япония перешла с аналогового телевидения на цифровое[186].
- 26 июля — в Марокко разбился военно-транспортный самолёт Lockheed C-130 Hercules ВВС Марокко, погибли 78 человек, трое ранены[187].
- 26 июля — 1 августа — 10-й конкурс молодых исполнителей популярной музыки «Новая волна» (Юрмала, Латвия).

### Август
- 5 августа — НАСА запустило автоматической межпланетной станции «Юнона» для исследования Юпитера[188].
- 6 августа — начало массовых беспорядков в Великобритании[189].
- 12—23 августа — XXVI летняя универсиада (Шэньчжэнь, Китай). Победу одержали хозяева — сборная Китая.
- 16—21 августа — X Международный авиационно-космический салон МАКС-2011 (Жуковский, Россия).
- 19 августа — выборы в сенат Казахстана (верхняя палата парламента)[190].
- 20—28 августа — VII международный фестиваль короткометражного кино и анимации Open Cinema-2011 (Санкт-Петербург, Россия)[191].
- 26 августа — внеочередные выборы президента Абхазии. Победу одержал Александр Анкваб[192].
- 27 августа — 4 сентября — чемпионат мира по лёгкой атлетике (Тэгу, Республика Корея). Первое место в пятый раз подряд с 2003 года заняла сборная США.
- 29 августа — парламент Эстонии избрал на второй срок действующего президента страны Тоомаса Хендрика Ильвеса[193].
- 30 августа — министр финансов Ёсихико Нода, лидер правящей Демократической партии, избран премьер-министром Японии[194].
- 31 августа — Канада перешла на цифровое телевизионное вещание[195].
- 31 августа — 10 сентября — 68-й Венецианский кинофестиваль[196]. Приз «Золотой лев» получил фильм Александра Сокурова «Фауст»[197].

### Сентябрь
- 2 сентября — 21 человек погиб в авиакатастрофе самолёта CASA 212, принадлежащего ВВС Чили, вблизи островов Хуан-Фернандес[198].
- 3 сентября — в Душанбе (Таджикистан) прошёл саммит глав государств СНГ[199].
- 6 сентября
  - Состоялось назначение трёх новых полпредов президента РФ: Олега Говоруна в ЦФО, Николая Винниченко в СЗФО, Евгения Куйвашева в УФО[200].
  - Состоялась торжественная церемония начала введения в эксплуатацию первой нитки газопровода «Северный поток»[201].
- 7 сентября — под Ярославлем разбился самолёт Як-42 с хоккейной командой «Локомотив». Погибли 44 человека, 1 выжил[202].
- 8—11 сентября — чемпионат мира по ралли (Австралия)[203].
- 9 сентября — 23 октября — седьмой чемпионат мира по регби (Окленд, Новая Зеландия)[204]. Победу одержала сборная Новой Зеландии[205].
- 10 сентября
  - Массовые беспорядки в Египте. Было совершено нападение на израильское посольство[206].
  - Крушение парома в районе Занзибара[207]. Погибли 192 человека[208].
- 11 сентября — открытие мемориала 11 сентября
- 14 сентября — в Республике Беларусь отменены ограничения по курсообразованию национальной валюты[209].
- 15 сентября — на парламентских выборах в Дании победили партии «Красного блока». Премьер-министром страны впервые стала женщина — Хелле Торнинг-Шмитт[210].
- 16 сентября — приземление космического корабля Союз ТМА-21. Экипаж посадки — Андрей Борисенко, Александр Самокутяев и Рональд Гаран (США).
- 17 сентября — внеочередные выборы сейма Латвии[211]. Победила партия «Центр согласия»[212].
- 19—25 сентября — XXXI чемпионат мира по художественной гимнастике (Монпелье, Франция)[213]. Победу одержала сборная России.
- 25 сентября — женщинам Саудовской Аравии предоставлены избирательные права[214].
- 26 сентября — 8 октября — 16-й чемпионат мира по боксу (Баку, Азербайджан)[215]. Победу одержала сборная Украины[216].
- 29 сентября — в Китае запущена космическая лаборатория «Тяньгун-1» — первый модуль, необходимый для строительства будущей китайской космической станции[217].

#### Без точных дат
- VIII Форум межрегионального сотрудничества Казахстана и России (Астрахань, Россия)[218].

### Октябрь

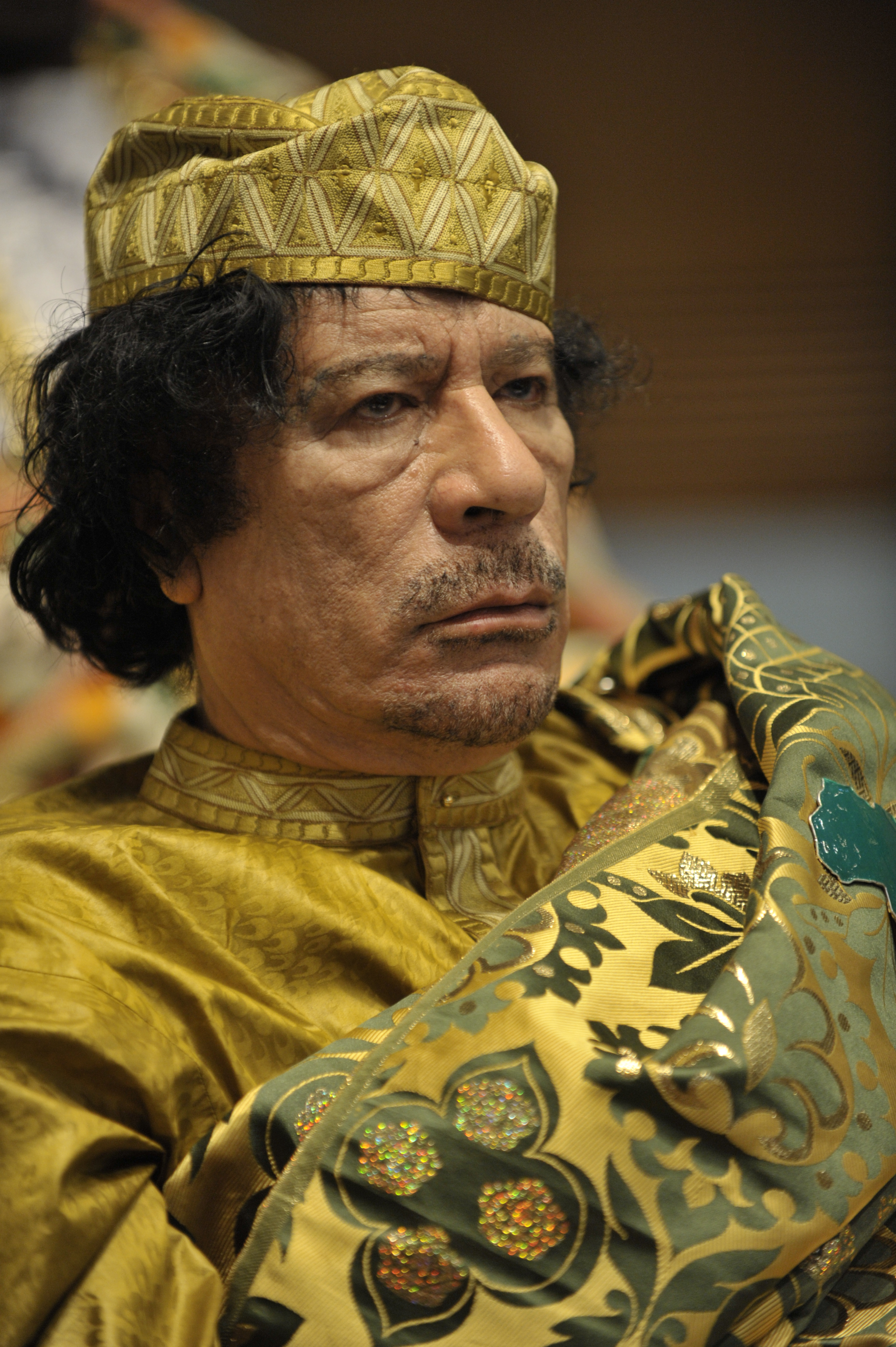
Муаммар Каддафи лидер Ливии был убит в Сирте 20 октября 2011 года

- 8—16 октября — XLIII чемпионат мира по спортивной гимнастике (Токио, Япония)[219]. Первое общекомандное место заняла сборная Китая[220].
- 9 октября
  - Парламентские выборы в Польше[221]. Победу одержала правящая партия «Гражданская платформа» во главе с премьер-министром Дональдом Туском[222].
  - Поль Бийя переизбран на пост президента Камеруна на шестой срок[223]
- 11 октября — запущен сайт Duolingo
- 11—16 октября — чемпионат мира по фехтованию (Катания, Италия)[224]. Первое общекомандное место заняла сборная Италии[225].
- 12—27 октября — 55-й Лондонский кинофестиваль[226].
- 21 октября — впервые с космодрома Куру (Французская Гвиана) стартовала российская ракета-носитель Союз-СТБ[227].
- 23 октября
  - Первый тур президентских выборов в Болгарии[228].
  - Разрушительное землетрясение магнитудой 7,2, произошедшее на востоке Турции, привело к гибели, по меньшей мере, 600 человек[229].
  - Выборы президента Аргентины. Победу одержала действующий президент Кристина Фернандес де Киршнер[230].
  - Первые свободные выборы в Национальный учредительный совет Туниса. Победу одержала исламистская Партия возрождения[231].
- 27 октября — выборы президента Ирландии[232]. Победу одержал Майкл Хиггинс[233].
- 28 октября — в Москве открылся после реконструкции Большой театр[234].
- 30 октября
  - Президентские выборы в Кыргызстане[235]. Победу одержал Алмазбек Атамбаев[236].
  - Второй тур президентских выборов в Болгарии[237]. Победу одержал Росен Плевнелиев[238].
- 31 октября
  - Согласно расчётам Фонда народонаселения ООН, на Земле родился семимиллиардный житель[239].
  - Государство Палестина стало членом ЮНЕСКО[240].

### Ноябрь
- 1 ноября — старт Шэньчжоу-8 (Китай). Экипаж — беспилотный. Проведено 2 стыковки в автоматическом режиме с орбитальной станцией Тяньгун-1. Посадка 17 ноября.
- 3—4 ноября — 6-й саммит Группы двадцати (Канны, Франция)[241].
- 4 ноября — города Ковров, Ломоносов, Таганрог и Петропавловск-Камчатский удостоены почётного звания Город воинской славы[242].
- 5—13 ноября — чемпионат мира по тяжёлой атлетике (Париж, Франция)[243]. Победу одержала сборная Китая[244].
- 6 ноября
  - Президентские и парламентские выборы в Никарагуа. Победу одержал действующий президент Даниэль Ортега[245].
  - Президентские выборы в Гватемале. По предварительным данным, победу одержал Отто Перес Молина[246].
- 7 ноября — премьер-министр Греции Георгиос Папандреу подал в отставку[247].
- 8 ноября — запущена первая нитка газопровода «Северный поток»[248].
- 9 ноября — на расстоянии 325,1 тыс. км от центра Земли пролетел 400-метровый астероид 2005 YU55[249].
- 11 ноября
  - Новым премьер-министром Греции стал Лукас Пападимос[250].
  - Объявлены семь новых чудес природы[251].
- 12 ноября — премьер-министр Италии Сильвио Берлускони ушёл в отставку[252].
- 12—13 ноября — саммит АТЭС (Гонолулу, США)[253].
- 13 ноября
  - Выборы президента Южной Осетии и референдум о государственном статусе русского языка[254]. Во второй тур вышли бывший министр образования Алла Джиоева и министр по чрезвычайным ситуациям Анатолий Бибилов[255].
  - Новым премьер-министром Италии утверждён Марио Монти[256].
- 14 ноября — с космодрома Байконур запущен Союз ТМА-22 к МКС[257]. Экипаж старта — Антон Шкаплеров, Анатолий Иванишин, Дэниел Бёрбэнк (США). Последний запуск корабля модификации ТМА.
- 15 ноября — президент Казахстана Нурсултан Назарбаев объявил о роспуске мажилиса и назначил досрочные выборы парламента[258].
- 18 ноября — подписан договор о создании Евразийского экономического пространства между Россией, Беларусью и Казахстаном[259].
- 20 ноября — досрочные выборы в парламент Испании[260]. Победу одержала оппозиционная Народная партия[261].
- 21 ноября — правительство Египта во главе с премьер-министром Эссамом Шарафом подало в отставку[262].
- 22 ноября — приземление космического корабля Союз ТМА-02М. Экипаж посадки — Сергей Волков, Майкл Фоссум (США) и Сатоси Фурукава (Япония).
- 25 ноября — с космодрома Байконур запущена ракета-носитель класса Протон-М с китайским спутником связи АзиаСат-7[263].
- 27 ноября
  - Второй тур выборов президента Южной Осетии[264]. По предварительным данным, победу одержала Алла Джиоева[265].
  - Премьер-министром Йемена стал лидер оппозиции Мухаммад Басиндва[266].
- 28 ноября — выборы президента Демократической Республики Конго. По предварительным данным, победу одержал действующий президент Жозеф Кабила[267].
- 29 ноября — Верховный суд Южной Осетии признал результаты президентских выборов в республике недействительными[268].

### Декабрь
- 1 декабря

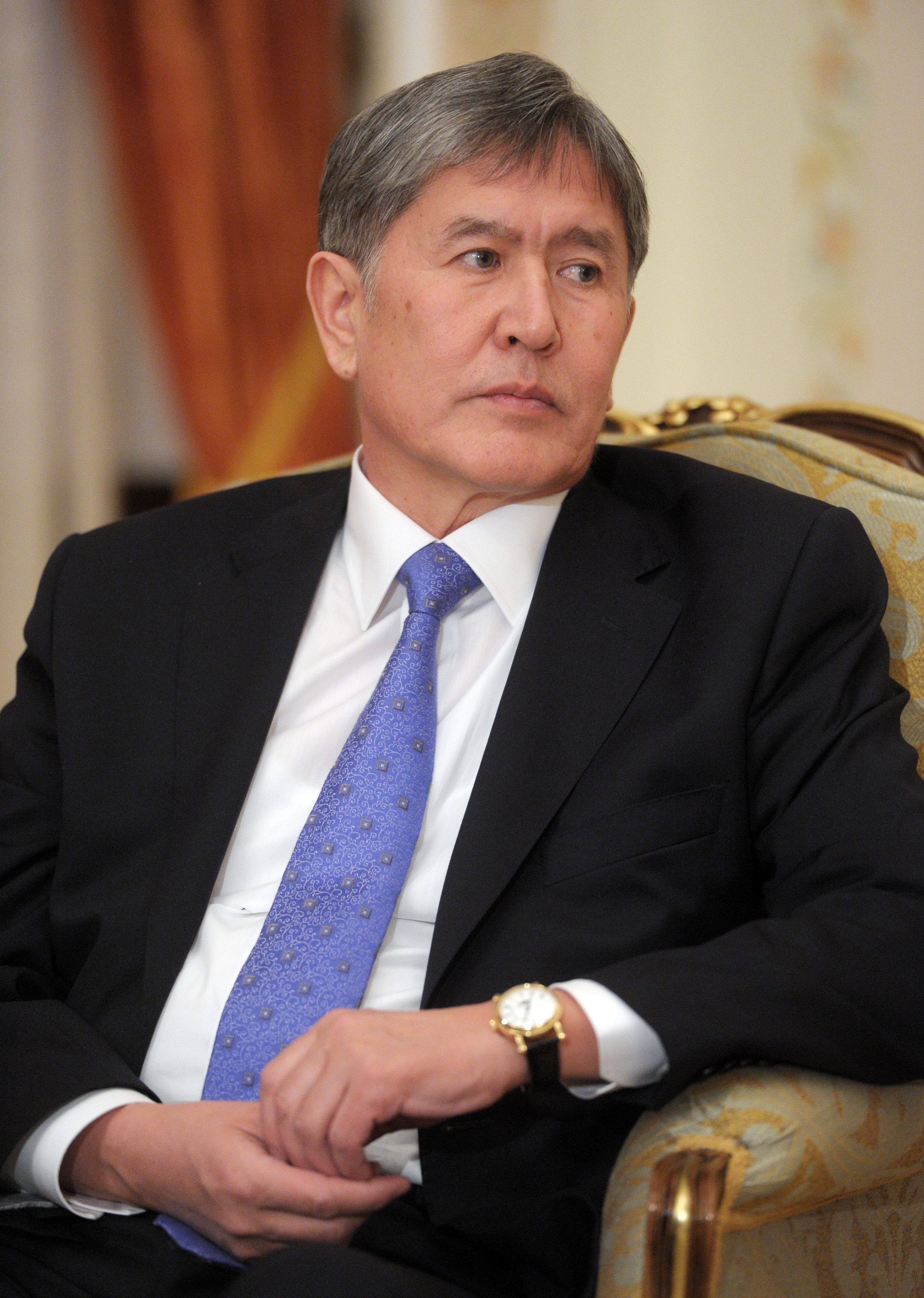
Алмазбек Атамбаев

  - На Украине началось телевещание в формате HDTV[269].
  - Алмазбек Атамбаев вступил в должность президента Кыргызстана[270].
  - Открыт Алматинский метрополитен (Казахстан)[271].
- 3 декабря — 9-й детский конкурс песни Евровидение (Ереван, Армения)[272]. Победила группа Candy из Грузии[273].
- 4 декабря
  - Выборы в Государственную думу Федерального собрания Российской Федерации VI созыва[274].
  - В России начались протесты против фальсификации результатов выборов в Государственную думу РФ.
  - Парламентские выборы в Словении. Большинство голосов получила оппозиционная партия «Позитивная Словения», с бывшим премьер-министром страны Янезом Янша во главе[275].
  - Парламентские выборы в Хорватии[276].
- 6 декабря — премьер-министром Бельгии утверждён лидер Социалистической партии Элио ди Рупо[277].
- 7 декабря — премьер-министр Египта Камаль аль-Ганзури получил президентские полномочия[278].
- 8—18 декабря — клубный чемпионат мира по футболу (Япония)[279].
- 9 декабря — введена в эксплуатацию Мойнакская ГЭС (Казахстан), первая высоконапорная гидроэлектростанция СНГ[280].
- 10 декабря
  - В России и за рубежом прошли акции протеста против итогов выборов в Государственную думу Федерального собрания Российской Федерации VI созыва России[281][282][283][284].
  - Президент Южной Осетии Эдуард Кокойты подал в отставку. Обязанности президента возложены на премьер-министра Вадима Бровцева[285].
- 11 декабря — выборы президента Приднестровской Молдавской Республики. Второй тур выборов назначен на 25 декабря[286].
- 12 декабря — введён в строй 4-й энергоблок Калининской атомной станции (Россия)[287].
- 14 декабря — подписано соглашение о безвизовом пересечении границ между Калининградской областью и Польшей[288].
- 16 декабря
  - Подписан протокол о вступлении России во Всемирную торговую организацию[289].
  - Выборы президента Молдовы[290].
  - Беспорядки в казахстанском городе Жанаозен: подожжены административные здания, погибли 14 человек[291].

- 17 декабря

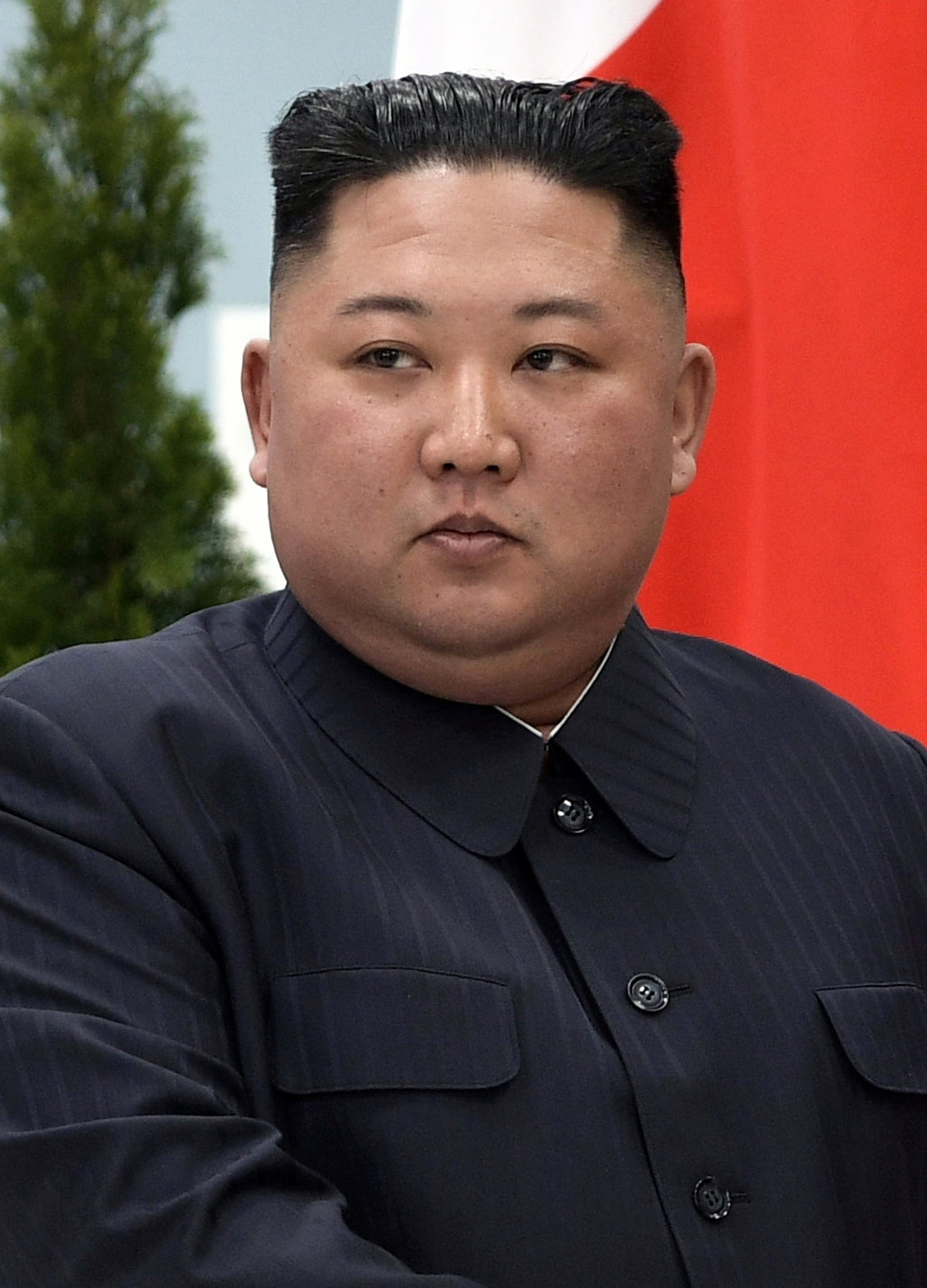
Ким Чен Ын — лидер КНДР после смерти Ким Чен Ира

  - с космодрома Куру во Французской Гвиане запущена российская ракета-носитель класса Союз-СТА с шестью спутниками на борту[292].
  - Скончался Великий руководитель КНДР Ким Чен Ир. Должность перешла к Ким Чен Ыну, как к Высшему руководителю КНДР. К Ким Чен Ыну также перешли титулы Верховного главнокомандующего Корейской народной армии.
- 18 декабря — последние войска США покинули территорию Ирака[293].
- 21 декабря — старт космического корабля Союз ТМА-03М. Экипаж старта — Олег Кононенко, Андре Кёйперс (Нидерланды) и Доналд Петтит (США).
- 25 декабря — второй тур выборов президента Приднестровской Молдавской Республики[294]. Президентом избран Евгений Шевчук[295].
- 29 декабря
  - Ким Чен Ын официально объявлен верховным вождём КНДР, главой партии и главнокомандующим Корейской народной армии[296].
  - Парламентские выборы на Ямайке. По предварительным данным, победила оппозиционная Народная национальная партия. Премьер-министром Ямайки стала Поршия Симпсон-Миллер[297].
- 31 декабря — начало переписи населения в Эстонии[298].

## Персоны года
Человек года по версии журнала Time — «Протестующий» (анонимный участник акций протеста, прошедших в 2011 году по всему миру, абстрактное понятие).

## Нобелевские премии
- Физика — Сол Перлмуттер, Брайан Шмидт, Адам Рисс — «за открытие ускоренного расширения Вселенной посредством наблюдения дальних сверхновых».
- Химия — Дан Шехтман — «за открытие квазикристаллов».
- Медицина и физиология — Жюль Офман, Брюс Бётлер — «за работы по изучению активации врождённого иммунитета», Ральф Стейнман — «за открытие дендритных клеток и изучение их значения для приобретённого иммунитета».
- Литература — Томас Транстрёмер — «за его краткие, полупрозрачные образы, которые дают нам обновлённый взгляд на реальность».
- Премия мира — Элен Джонсон-Серлиф, Лейма Гбови, Тавакуль Карман — «за ненасильственную борьбу за права и безопасность женщин и участие в миротворческом процессе».
- Нобелевская премия по экономике — Томас Сарджент и Кристофер Симс — «За эмпирические исследования причинно-следственных связей в макроэкономике».

## Скончались
- 30 января — Джон Барри, английский композитор, автор музыки к фильмам, пятикратный лауреат премии «Оскар» (род. 1933)
- 28 февраля — Джейн Рассел, американская актриса, секс-символ 1940-х, начала 1950-х годов (род. 1921).
- 3 марта — Джеймс Эллиот, американский астроном, открыл кольцевую систему Урана и атмосферу Плутона (род. 1943).
- 4 марта — Симон ван дер Мер, нидерландский физик, лауреат Нобелевской премии по физике в 1984 году (род. 1925).
- 17 марта — Ферлин Хаски, американский исполнитель кантри-музыки, один из родоначальников современного кантри-стиля (род. 1925).
- 23 марта — Элизабет Тейлор, англо-американская актриса, «королева Голливуда» его расцвета, трёхкратная обладательница премии «Оскар» (род. 1932).
- 30 марта — Людмила Гурченко, советская и российская актриса театра и кино, эстрадная певица, режиссёр, сценарист, писатель (род. 1935).
- 5 апреля — Барух Бламберг, американский учёный, лауреат Нобелевской премии по медицине, первооткрыватель вируса гепатита B и создатель вакцины от него (род. 1925).
- 14 апреля — Уильям Лимскомб, американский химик, лауреат Нобелевской премии по химии (род. 1919).
- 2 мая — Усама бен Ладен, основатель и первый эмир международной исламистской террористической организации «Аль-Каида» (род. 1957).
- 23 июля — Эми Уайнхаус, британская певица и автор песен, исполнявшая ритм-энд-блюз, джаз, соул, одна из ведущих исполнительниц 2000-х годов (род. 1983).
- 5 октября — Стив Джобс, американский предприниматель, изобретатель и промышленный дизайнер.
- 20 октября — Муаммар Каддафи, руководитель Ливии в 1969—2011 годах.
- 17 декабря — Сезария Эвора, певица из Кабо-Верде, исполнительница морны, фаду и модиньи (род. 1941).
- 17 декабря — Ким Чен Ир, руководитель КНДР в 1994—2011 годах (род. 1941).